# Liberata
Liberata est un téléfilm historique réalisé par Philippe Carrese, réalisé en 2005.

## Synopsis
Mars 1943. En pleine occupation italienne de la Corse, deux frères résistants communistes vont stratégiquement se lier avec deux trouffions italiens afin de leur soutirer les informations nécessaires à l’organisation des parachutages sur la Balagne. Une réelle amitié va naître entre ces hommes, prémices du retournement de situation et de l’alliance qui a suivi le débarquement allié à Ajaccio en septembre de la même année.

## Fiche technique
- Titre : Liberata
- Réalisation : Philippe Carrese
- Scénario : Philippe Carrese et Dominique Lombardi
- Production : Thierry Aflalou pour Comic Strip Production,  France
- Casting : Coralie Amedeo
- Genre : Historique, Guerre
- Format : Couleur - HD
- Tourné en français, corse et italien
- Date de Sortie en salles :  France : 7 mai 2006

## Distribution
- Shany Sabaty :  Liberata
- François Orsoni : Toussaint
- Pierre-Antoine Santelli : Ottone
- Philippe Ambrosini : Paul-Antoine
- Féodor Atkine :  L'operateur Radio

## Récompense
- Prix spécial du jury au Festival de la fiction TV de Saint-Tropez 2005[1]